# XVIII Cumbre Iberoamericana
La XVIII Cumbre Iberoamericana se realizó en el Centro Internacional de Ferias y Convenciones de la ciudad de San Salvador en El Salvador del 29 al 31 de octubre de 2008, donde se trataron diversos temas enfocados en la juventud iberoamericana, y otros temas como la posición frente a la crisis financiera estadounidense y la necesidad de una solución en la disputa de soberanía sobre las Islas Malvinas mediante negociaciones entre Argentina y Gran Bretaña.

## Países y jefes de Estado y de Gobierno presentes en la XVIII Cumbre Iberoamericana
- El Salvador: Presidente: Elías Antonio Saca
- Andorra Presidente: Xavier Espot Zamora
- Argentina Presidenta: Cristina Fernández de Kirchner
- Bolivia Presidente: Evo Morales
- Brasil Presidente: Luiz Inácio Lula Da Silva
- Chile Presidenta: Michelle Bachelet
- Colombia Presidente: Álvaro Uribe Vélez
- Costa Rica Presidente: Óscar Arias Sánchez
- Cuba Presidente: Raúl Castro
- República Dominicana Presidente: Leonel Fernández
- Ecuador Presidente: Rafael Correa
- España
  - Rey: Juan Carlos I
  - Presidente: José Luis Rodríguez Zapatero
- Guatemala Presidente: Álvaro Colom
- Honduras Presidente: Manuel Zelaya
- México Presidente: Felipe Calderón Hinojosa
- Nicaragua Presidente: Daniel Ortega
- Panamá Presidente: Martín Torrijos Espino
- Paraguay Presidente: Fernando Lugo
- Perú Presidente: Alan García
- Portugal Primer ministro: José Sócrates
- Uruguay Presidente: Tabaré Vázquez
- Venezuela Presidente: Hugo Chávez

## Declaración de Arco del Pacífico
Durante la cumbre, 11 de los 22 países miembros acordaron la firma de la Declaración de "Arco del Pacífico".  Nombre por el cual se conoce la propuesta de unión comercial iniciada en el año 2006 por los gobiernes de Perú y Chile. Arco del Pacífico surgió luego de que Venezuela se retirara de la Comunidad Andina de Naciones en el año 2006, y su posterior creación del ALBA.
Los países integrantes de esta organización son:
- México
- Guatemala
- El Salvador
- Honduras
- Nicaragua
- Costa Rica
- Panamá
- Colombia
- Ecuador
- Perú
- Chile

## Artistas famosos en esta cumbre

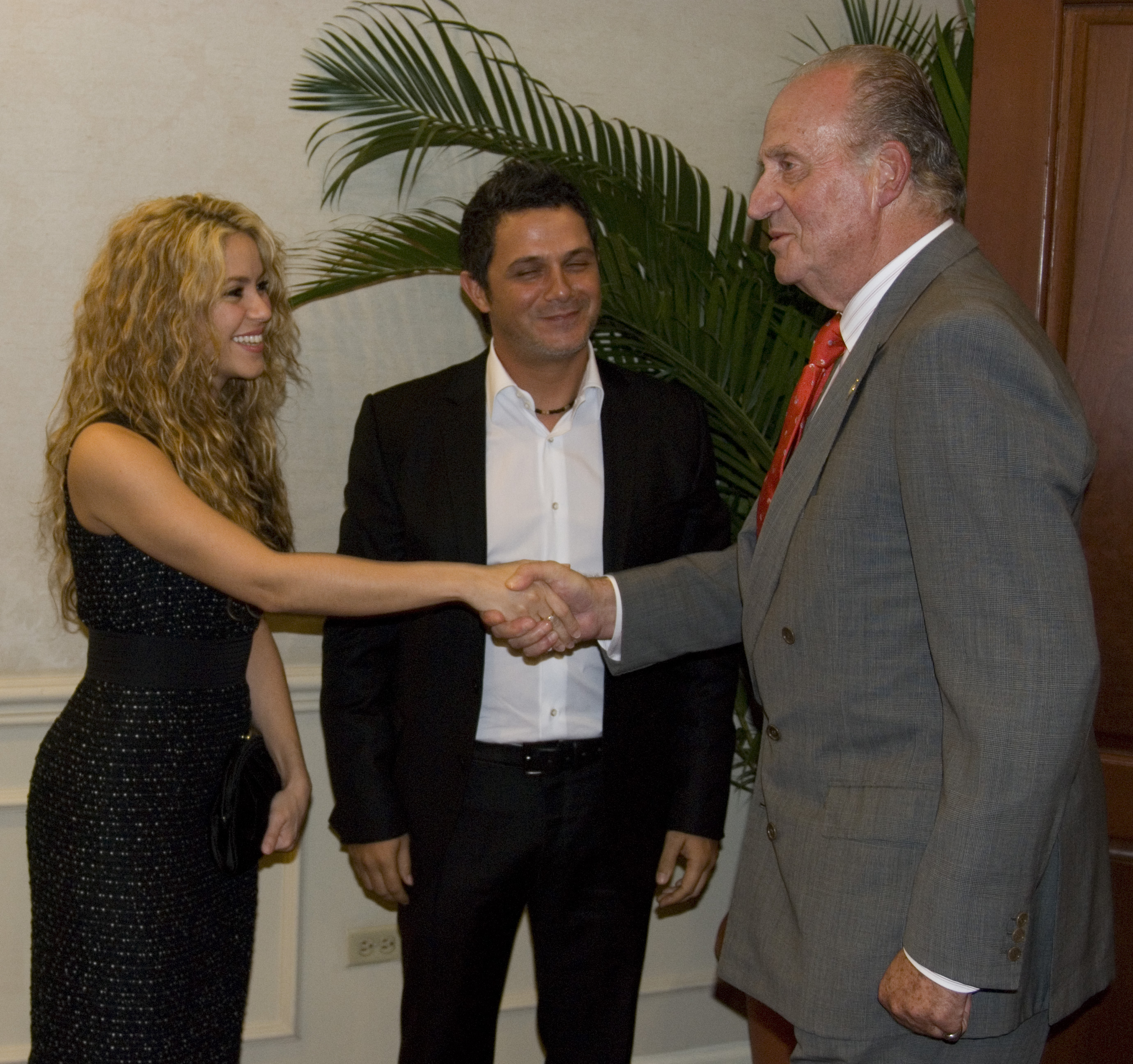
Shakira y Alejandro Sanz, como miembros de ALAS se reunieron con el rey de España en la XVIII Cumbre Iberoamericana en El Salvador.

En la inauguración de la cumbre, el cantante mexicano Alejandro Fernández interpretó las canciones tradicionales, El Carbonero y Granada de El Salvador y México respectivamente.
Además varios cantantes internacionales asistieron a esta cumbre para abogar por la niñez entre ellos: Shakira junto a Alejandro Sanz y Fher (de Maná), para tener un encuentro con los gobiernos de los países miembros o participantes.